# Lineosoma intermedia
Lineosoma intermedia är en kräftdjursart som beskrevs av WELLS. Lineosoma intermedia ingår i släktet Lineosoma och familjen Ectinosomatidae. Inga underarter finns listade i Catalogue of Life.